# Mac Pro
A Mac Pro számítógépet az Apple fejleszti, gyártja és forgalmazza. A modell első változatát 2006-ban mutatták be. A Mac Pro a Power Mac G5 utóda volt, mikor PowerPC processzorról Intelre váltottak. Ez a Mac modellválaszték legdrágább tagja. A Mac Pro-t az Apple főként professzionális használatra ajánlja. Monitor, billentyűzet és egér nélkül szállítják.  2023 júniusában bemutatták az Apple M2 Ultra processzoros változatot – a Mac Pro volt az utolsó Intel processzoros Apple számítógép.

## A Mac Pro története
Mac Pro v1.1 – 2006. augusztus 7.

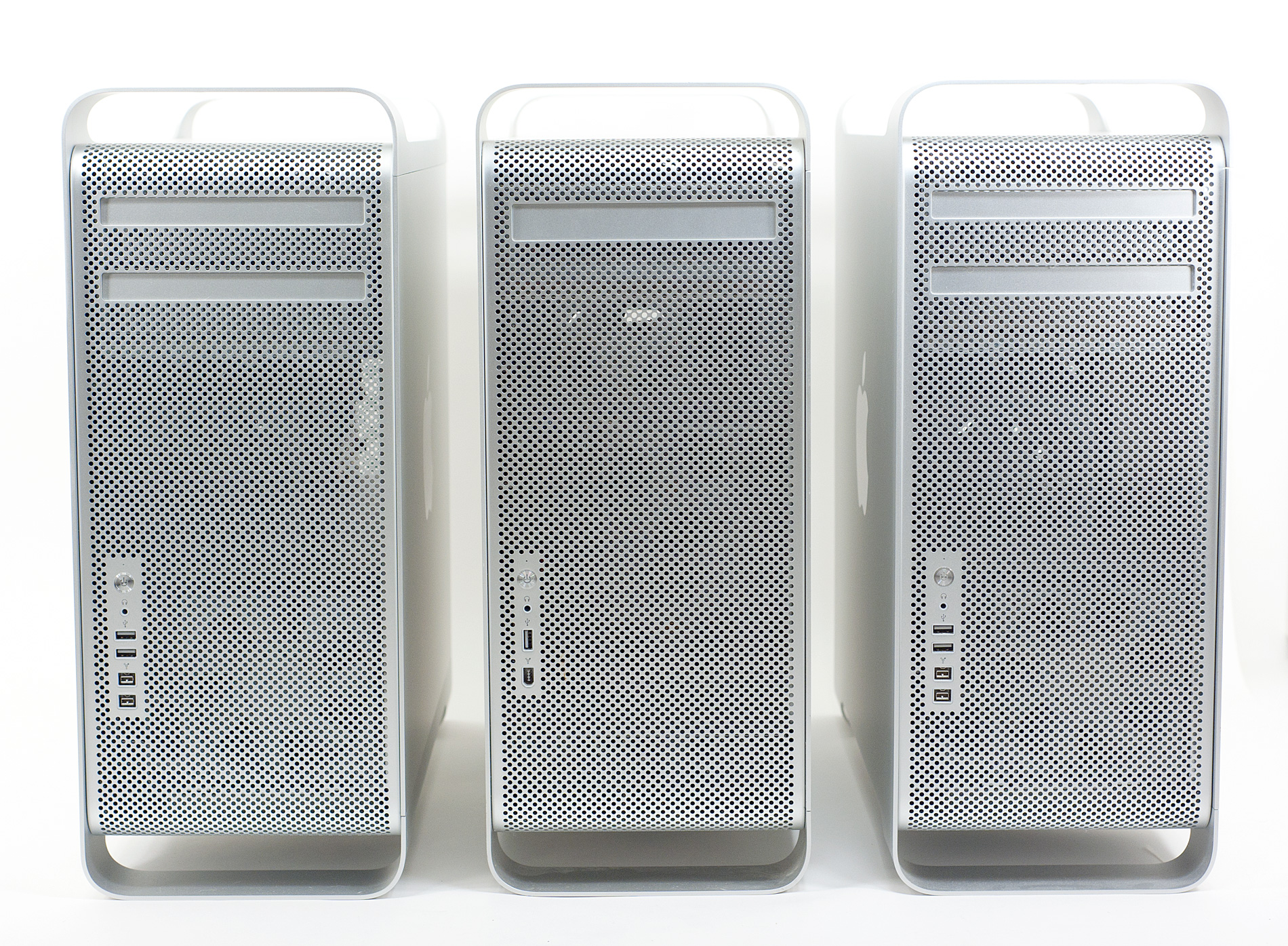
Balról jobbra Mac Pro (2010), Power Mac G5 és Mac Pro (2009). A legfeltűnőbb különbség az, hogy a középső, Power Maces gépnek csak egy optikai meghajtó helye volt Ez a ház felső részén a vízszintes szürke sáv, a képen védőlemez. A SuperDrive beépítése után annak nyílása lett.)

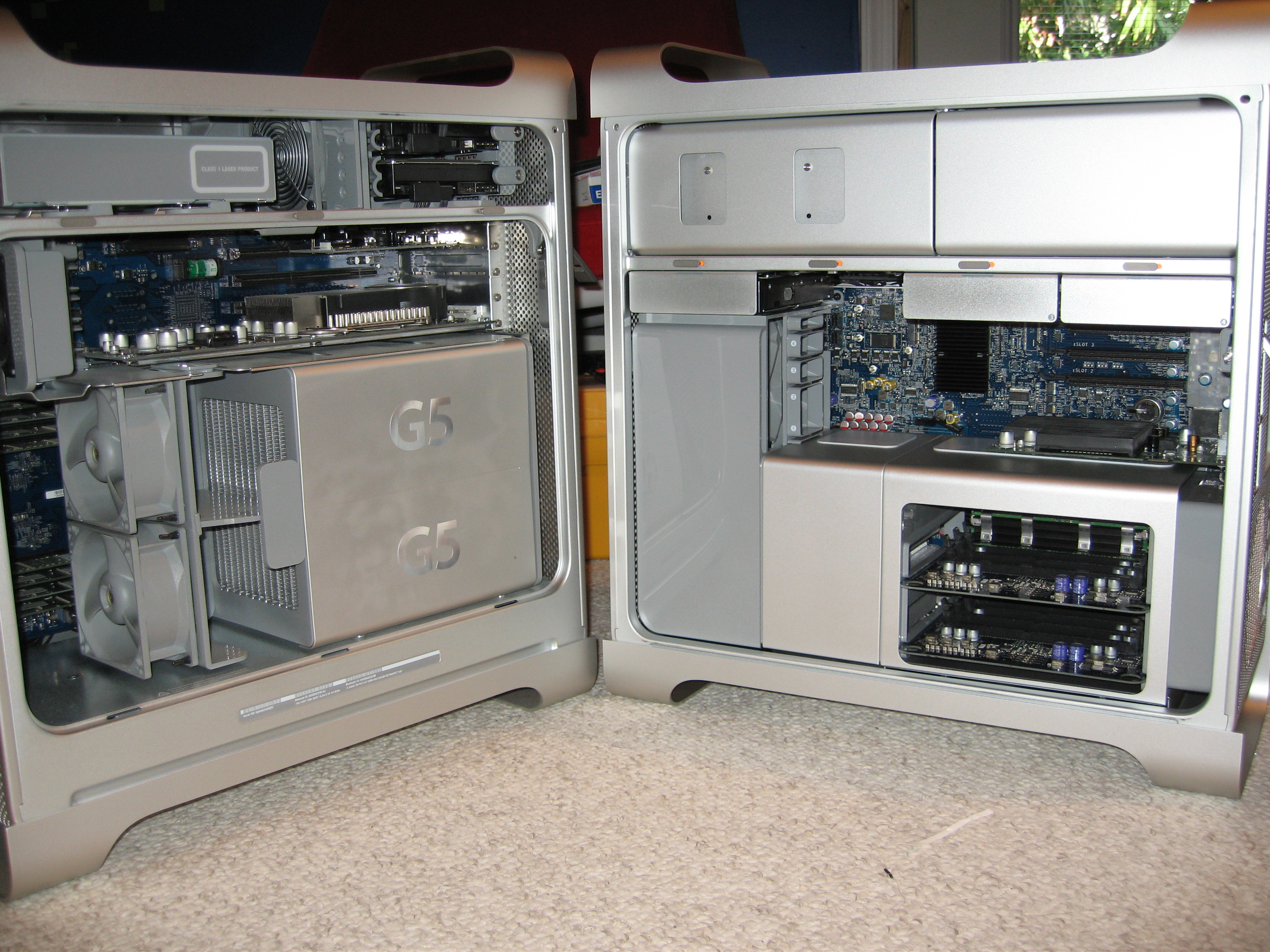
Balra az előd Power Mac G5, jobbra a Mac Pro. Az eltéréseken túl látható a belsőben kínált bővítési lehetősége helye.

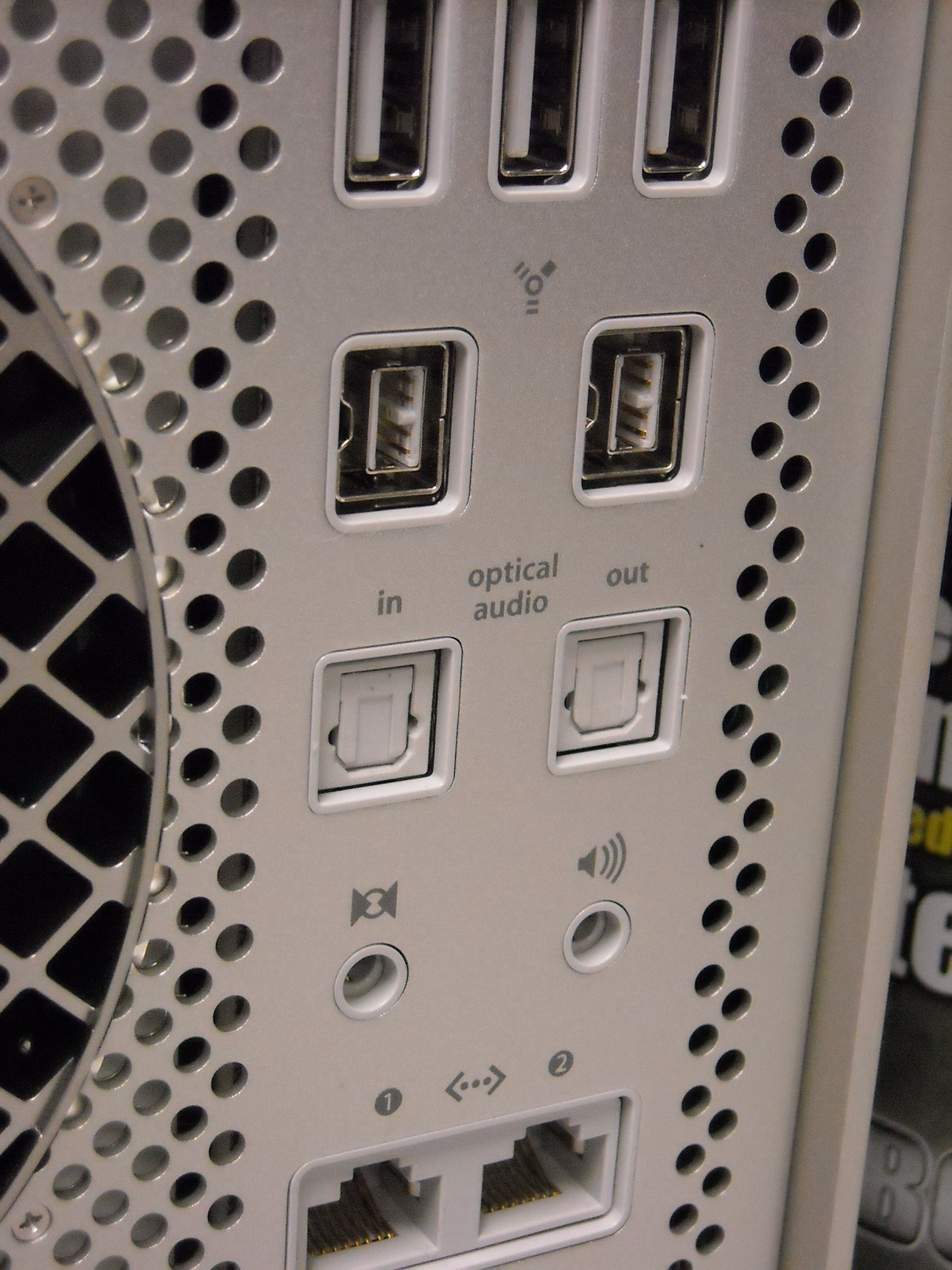
Az első generációs Mac Pro hátoldali csatlakozói, a gép előlapján is található öt kapu.

A PowerPC processzorról Intelre váltásának utolsó lépése volt a Mac Pro bemutatása és elődjének, a PowerMac G5-nek elbúcsúztatása. A Mac Pro két 64 bites, kétmagos Intel Xeon 5100 Woodcrest processzort kapott 128 bites Vector Engine-nel.
Kívülről a Mac Pro nagyon hasonlított elődjéhez, a második optikai meghajtó helye mutatja, hogy ez Mac Pro. A házon belül szinte minden megváltozott. A Xeon processzorok kevesebb hőelvezetést igényeltek, mint a G5 processzorok, így kisebb hűtőrendszerre volt szükség. A Mac Pro négy könnyen hozzáférhető bővítő helyet (angolul: bay) kínált, ahová 3,5 inches eszközt lehetett behelyezni, ez jellemzően merevlemezt jelentett. A BTO rendelésnél így akár 2TB-os tárhely is elérhető volt. Az igénynek megfelelő kialakítást támogatandó az Apple egyetlen alapmodellt kínált, amit adott elemek cseréjével lehetett bővíteni, a Mac Pro rendelhető volt két 2,0 GHz vagy 2,66 GHz vagy 3,0 GHz sebességű processzorral, négyféle merevlemezzel a négy helyre, négy grafikus kártyával (NVIDIA GeForce 7300 GT, GeForce 8800 GT, Quadro FX 4500 vagy ATI Radeon X1900 XT).
Mac Pro v2.1 – 2007. április 4.
A két kétmagos Intel Woodcrest (Intel Xeon 5100) processzor helyére két négymagos Clovertown (Intel Xeon 5300) processzor kerül, minden más marad változatlan.
Mac Pro v3.1 – 2007. január 8.
A legfontosabb változás ismét a számítási teljesítmény növekedése, a Clovertown (Intel Xeon 5300) processzort a Harpertown (Intel Xeon 5400) váltja. Nőtt a tárhely kapacitás is, akár négy 1TB kapacitású merevlemezzel is lehetett Mac Pro számítógépet rendelni. A grafikus kártya kínálat is frissült: ATI Radeon HD 2600 XT, NVIDIA GeForce 8800 GT vagy NVIDIA Quadro FX 5600.
Mac Pro v4.1 – 2009. március 3.
Az Apple az Intel Nehalem architektúrájára vált, konkrétan a Xeon 3500 (Bloomfield) és Xeon 5500 (Gainestown) processzorokra. Ezeknek a processzoroknak alacsonyabb az órajele, mint az előző Mac Pro számítógépben használt processzoré,  a rendszer-architektúra hatékonyabb gyorsítótárazást és gyorsabb, pont-pont közötti kapcsolatot biztosított a CPU és más rendszerkomponensek között. Ez általában gyorsabb rendszert eredményezett, különösen a nagyon sok szálon futó alkalmazásoknál. A Mac Pro egy és két processzorral is rendelhető volt. Az Apple operációs rendszere biztosította a számítási feladat több processzorra, több szálra bontását, ezzel jelentős terhet véve le az alkalmazás fejlesztők válláról. Az Apple szoftveres RAID megoldást is kínált – ez az adatredundanciát a Mac Pro-n belül valósította meg.
Mac Pro v5.1 – 2010. július 27.
A 2010 júliusában bemutatott Mac Pro (2010 közepe) javította a processzor sebességét és a GPU teljesítményét az előző Mac Pro-hoz képest. A processzor kínálat a Mac Pro Inteles szakaszának leggazdagabbja: Xeon W3530, W3565, W3680, E5620, X5650, or X5670 (Bloomfield, Gulftown és Westmere). A tárhely maximuma már 8TB.
Mac Pro Server – 2010. november 5.
Az év júliusában bemutatott Mac Pro-tól semmilyen lényeges paraméterében sem eltérő Mac Pro Server 2011. január elsejétől átvette az Apple szerver címet az Xserve-től. Az Xserve az Apple szervere volt, amelyet nagyvállalati környezetben, szerverszobába, -terembe szánt, rack-szekrénybe szerelhető volt. A Mac Pro Servernek nem született rack-szekrénybe illeszthető verziója, ez is jele volt, hogy az Apple lassan lemond a Mac-szerver koncepcióról. A Mac OS X 10.0 (2001. május) verziótól a 10.7 (2012. október) verzióig a mindenkori operációs rendszernek volt szerver verziója. A szerver szoftver leginkább Maces hálózat kiszolgálására volt alkalmas, szolgáltatásaiban elmaradt a pécés és Unixos szerverekétől. Az Apple folyamatosan csökkentette a szerver szoftver tudását. 2012. júliusától az OS X Server 2.0 nevet kapta a szoftver, amelynek utolsó változata, a macOS Server 5.0 2015. szeptember 30-án jelent meg, frissítve 2020. december 14-én volt (5.11).
Mac Pro v5.1 és Mac Pro Server – 2012. június
A 2012. nyári frissítés csupán a kötelező feladatok elvégzését jelentette a két éves Mac Pro-n, ezt mutatja megegyező modell azonosítójuk és számuk (A1289). A processzort a gyorsabb Intel Xeon W3565, W3680, E5645, X5650 vagy X5675 (Bloomfield, Gulftown és Westmere) adta, grafikus kártyát a ATI Radeon HD 5770 vagy ATI Radeon HD 5870 kettősből lehetett választani. Az alap Mac Pro frissítésével egyidőben a Mac Pro Servert is frissítette az Apple.
Mac Pro v6.1 – 2013. december 18.
Még hogy nem tudunk fejleszteni, %@&#

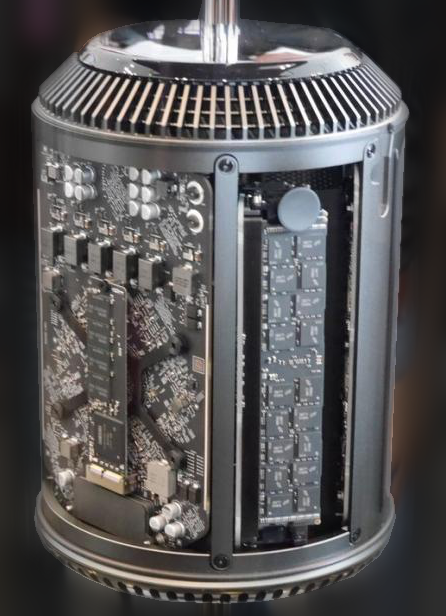
A kályhacső Mac Pro ház nélkül.

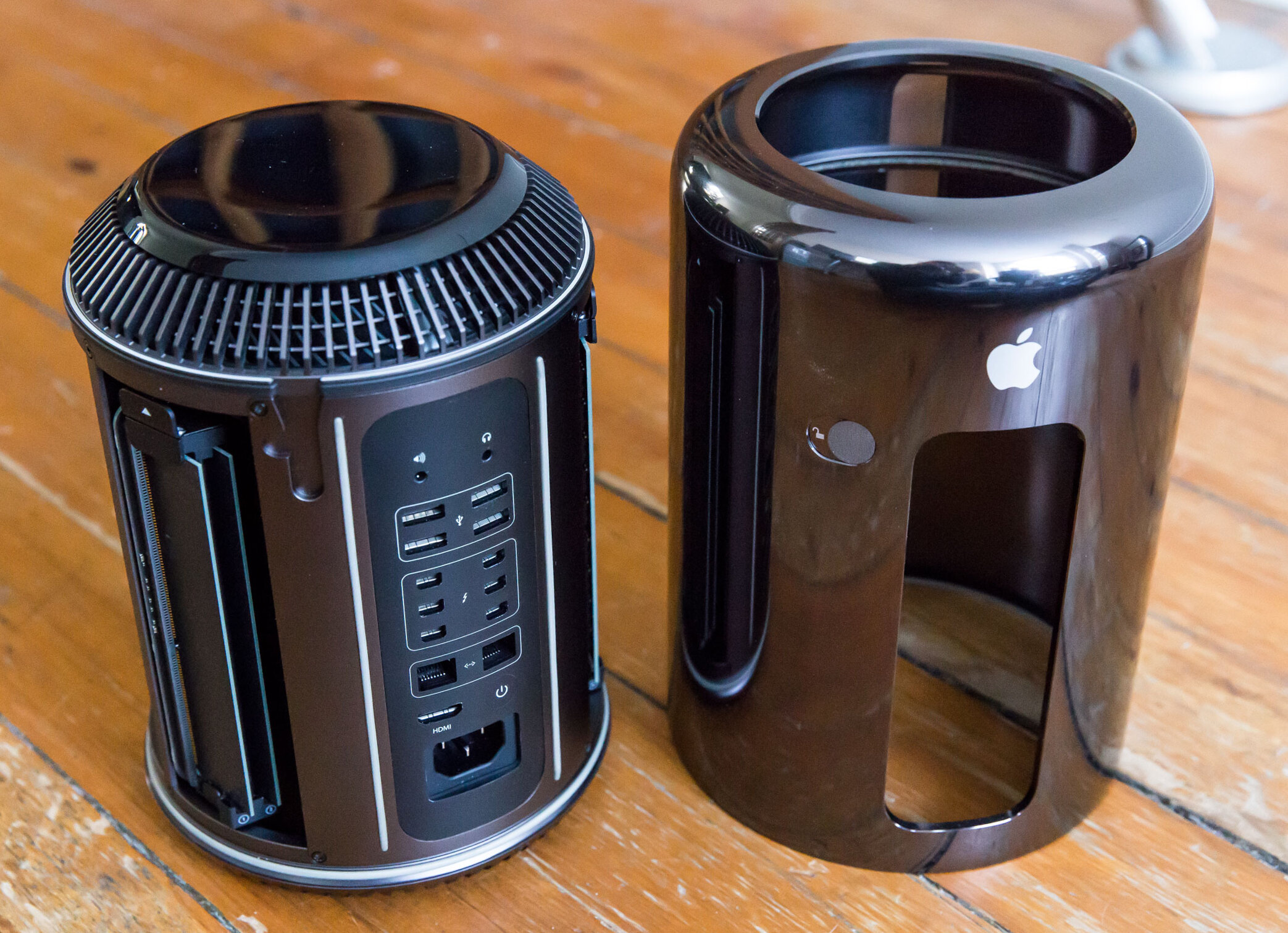
A kályhacső Mac Pro háza elölről és a csatlakozókat tartalmazó hátoldala.

A nyár közepi fejlesztő konferencián az Apple marketingért felelős alelnöke, Phil Schiller radikálisan átalakított Mac Pro számítógépről beszélt és mutatott be videót. A videó egy fényezett ezüst alumínium hengert mutatott, amelynek közepe a hőelvezetést szolgáló kürtő, egyetlen ventilátor szívja be a levegőt a ház alól, és a magon keresztül haladva az a ház tetején keresztül távozik. Az eddig bemutatott Mac Pro gépeket szokás első generációs Mac Pro-ként említeni, ez a Mac Pro az egyetlen második generációs Mac Pro.
A Mac Pro-t decembertől lehetett megvásárolni, hamar ráragadt a kályha, cső, kémény elnevezés, de sokan, némileg bosszúból, hívták cilindernek, vázának vagy hamutartó-nak.
A bosszúságot az okozta, hogy a korábbi Mac Pro modellekhez képest az új Mac Pro szinte semmilyen bővítési lehetőséget sem kínált. Számos vélemény szerint a dizájn – az Apple sztárdizájnere, Jony Ive munkája – diadalmaskodott a használhatóság felett. Egyetlen bővítő hely sem volt a korábbi négy 3,5" helyhez képest, a négy PCI bővítőhely is eltűnt. A Mac Pro egyszerre három 4K kijelzőt támogatott, a korábbi Mac Pro-k megfelelő PCI bővítés után nyolc kijelző támogatására voltak képesek. Ennek a Mac Pro-nak nem volt szerver változata.
Phil Schiller fentebb idézet kifakadása a nyári WWDC-n mutatja az Apple frusztráltságát, a céget – nem csak a Mac Pro kapcsán – számos kritika érte, hogy megszűnt az az innovációs lendület, amely a céget az előző évtizedben jellemezte. Az új Mac Pro messze nem a legsikeresebb terméke lett az Apple-nek. Hosszú éveken át nem frissítették, amikor lecserélték, az egyértelmű elismerése volt a hibás fejlesztésnek.
Ennek a Mac Pro-nak rövid ideig kapható volt a vörös változata, ennek árával az Apple a karitatív Red! kampányt támogatta. A vörös Mac Pro olyan ritkasággá lett, hogy később aukciókon akár egymillió dollárt is megadtak érte.
Mac Pro v7.1 – 2019. december

A harmadik generációs Mac Pro. A „sajtreszelő” előlappal.

2018 áprilisában az Apple megerősítette, hogy az újratervezett Mac Pro 2019-ben jelenik meg és tartotta szavát, a WWDC-n 2019. június 3-án bejelentette be a harmadik generációs Mac Pro-t. Beismerve az előző Mac Pro dizájn kudarcát visszatértek a 2003-as Power Mac G5 és a 2006-os első generációs modell torony kialakításhoz. A kialakítás három ventilátoros új termikus architektúra, ígéret szerint ezentúl nem lesz szükség a melegedés csökkentése miatti teljesítmény visszafogásra. A Mac Pro megjelenése után azonnal elnyerte a sajtreszelő becenevet. A ház ismét megvásárolható rack kiszerelésben, a tartó lábakat helyettesítő kerekek külön rendelhetők (400 dollár).
A RAM tizenkét 128GB-os DIMM memória modullal 1,5TB-re bővíthető. Akár két AMD Radeon Pro grafikus processzorral is rendelhető a Mac Pro – ezek saját ventilátor nélkül szereltek, a ház hűtőrendszerét használják. Az Apple Afterburner kártyája egyedi kiegészítő, amely hardveres gyorsítást ad a ProRes kódolás-dekódoláshoz. Az első generációhoz hasonlóan a fedél eltávolítható a belső részek eléréséhez. Nyolc PCIe bővítőhellyel rendelkezik, ez az első Mac, amely hatnál több bővítőhellyel rendelkezik az 1997-es Power Macintosh 9600 óta.
A Mac Pro ára konfigurációtól függően 5 999 – 53 948 dollár (bruttó: 2 449 eFt – 21 445 eFt) Az új Mac Pro bemutatásával egyszerre lett elérhető az Apple 32"  6K Pro Display XDR kijelzője, amely 6016x3384 képpont felbontásra képes, a kijelző hátoldalán megismétlődik a Mac Pro rácsszerkezete. A több kijelzős felhasználókat a videó-szerkesztők, profi fényképészek, CAD-CAM tervezők jelentik.
Az Apple a Mac Pro végső összeszereltetését 2012 óta Austinban végezteti alvállalkozójával.

##### Apple processzoros Mac Pro
Az Apple Intelről saját fejlesztésű processzorára váltás folyamata 2023. június ötödikén zárult, amikor bemutatták az M2 Ultra processzoros Mac Pro-t. Az M2 Ultra processzor valójában két M2 Max processzor egy szilícium lapkán. A processzor 24 magos CPU-t és 76 magos GPU-t (grafikai processzor) tartalmaz. Az új Mac Pro-ba maximum 192 GB memória szerelhető, az adatbusz sebessége 800GB/s. A Mac Pro-ban hét beépített Afterburner kártyát tett az Apple, így huszonnégy 8K ProRes videofolyamot képes lejátszani egyszerre. Az új Mac Pro hét PCle bővítőhelyet tartalmaz.

## A Mac Pro számítógépek technikai adatainak összehasonlító táblázata
| Model       | legkisebb processzor | processzorok száma | processzor órajele | magok száma processzoronként | minimum tárhely (GB) | SuperDrive sebessége | Maximum memória (GB) | Legkisebb grafikus kártya | Wi-fi 802.11 | Bluetooth | Ethernet: két 10/100/1000 | Ethernet: két Gigabit | USB 2.0 | USB 3.0 | Firewire 400 | Firewire 800 | Thunderbolt 2 | Thunderbolt 3 | Audio-in (bemenet) minijack | Audio-out (kimenet) minijack | Optical S/PDIF (Toslink) input (bemenet) | Optical S/PDIF (Toslink) output (kimenet) | HDMI 1.4 | PCI Express bővítőhely | PCI bővítőhely | Bővítőhely: 4x 3,5“ ATA | Bővítőhely: 2x SATA port |
| ----------- | -------------------- | ------------------ | ------------------ | ---------------------------- | -------------------- | -------------------- | -------------------- | ------------------------- | ------------ | --------- | ------------------------- | --------------------- | ------- | ------- | ------------ | ------------ | ------------- | ------------- | --------------------------- | ---------------------------- | ---------------------------------------- | ----------------------------------------- | -------- | ---------------------- | -------------- | ----------------------- | ------------------------ |
| 2006        | Xeon 5100            | 2                  | 2Ghz               | 2                            | 160                  | 16x                  | 32                   | NVIDIA GeForce 7300 GT    | a/b/g/n      | 2.0+EDR   | x                         |                       | 5       |         | 2            | 2            |               |               | 1                           | 2                            | 1                                        | 1                                         |          | 4                      |                | x                       |                          |
| (8 magos)   | Xeon 5300            | 2                  | 3Ghz               | 4                            | 250                  | 16x                  | 32                   | NVIDIA GeForce 7300 GT    | a/b/g/n      | 2.0+EDR   | x                         |                       | 5       |         | 2            | 2            |               |               | 1                           | 2                            | 1                                        | 1                                         |          | 4                      |                | x                       |                          |
| 2008        | Xeon 5400            | 2                  | 3Ghz               | 4                            | 320                  | 16x                  | 32                   | ATI Radeon HD 2600 XT     | a/b/g/n      | 2.0+EDR   | x                         |                       | 5       |         | 2            | 2            |               |               | 1                           | 2                            | 1                                        | 1                                         |          | 4                      |                | x                       |                          |
| 2009        | Xeon 3500            | 2                  | 2Ghz               | 4                            | 640                  | 18x                  | 48                   | NVIDIA GeForce GT 120     | a/b/g/n      | 2.1+EDR   | x                         |                       | 5       |         |              | 4            |               |               | 1                           | 2                            | 1                                        | 1                                         |          | 4                      |                | x                       |                          |
| 2010        | Xeon 3530            | 2                  | 2Ghz               | 4                            | 1000                 | 18x                  | 48                   | ATI Radeon HD 5770        | a/b/g/n      | 2.1+EDR   | x                         |                       | 5       |         |              | 4            |               |               | 1                           | 2                            | 1                                        | 1                                         |          | 4                      |                | x                       |                          |
| 2010 Server | Xeon 3530            | 2                  | 2Ghz               | 4                            | 1000                 | 18x                  | 48                   | ATI Radeon HD 5770        | a/b/g/n      | 2.1+EDR   | x                         |                       | 5       |         |              | 4            |               |               | 1                           | 2                            | 1                                        | 1                                         |          | 4                      |                | x                       |                          |
| 2012        | Xeon 3565            | 2                  | 2Ghz               | 4                            | 1000                 | 18x                  | 48                   | ATI Radeon HD 5770        | n            | 2.1+EDR   | x                         |                       | 5       |         |              | 4            |               |               | 1                           | 2                            | 1                                        | 1                                         |          | 4                      |                | x                       |                          |
| 2012 Server | Xeon 3565            | 2                  | 2Ghz               | 4                            | 1000                 | 18x                  | 48                   | ATI Radeon HD 5770        | n            | 2.1+EDR   | x                         |                       | 5       |         |              | 4            |               |               | 1                           | 2                            | 1                                        | 1                                         |          | 4                      |                | x                       |                          |
| 2013        | Xeon E5-1620         | 1                  | 4Ghz               | 4                            | 256                  |                      | 128                  | dual AMD FirePro D300     | ac           | 4.0       | x                         |                       |         | 4       |              |              | 6             |               |                             |                              |                                          |                                           |          |                        |                |                         |                          |
| 2019        | Xeon W-3223          | 1                  | 4Ghz               | 8                            | 256                  |                      | 1500                 | AMD Radeon Pro 580X       | ac           | 5.0       |                           | x                     |         | 3       |              |              |               | 4             |                             |                              |                                          |                                           | 2        | 7                      | 1              |                         | x                        |
| 2023        | Apple M2 Ultra       | 1                  | 3,5 GHz            | 24 CPU 60 GPU 32 NE          | 1024                 |                      | 192                  | processzorba integrált    | ax           | 5.0       |                           | x                     |         | 3       |              |              |               | .             |                             |                              |                                          |                                           | 2        | 6                      | 1              |                         | x                        |

## Mac Pro számítógépek az időben
A grafikon adatai utoljára 2023. május 15-én frissültek. A színkódok az Mac Pro processzoraira utalnak, minden processzorhoz tartozó színnek van egy sötétebb változata is, az egymást követő gépek megkülönböztetéséhez. A színek kezdete a bemutató időpontja, a forgalmazás több esetben is hónapokkal később kezdődött. Megeshet, hogy egy csík végét kitakarja egy másik csík eleje. Előfordul, hogy a gyártás befejezését követően még egy ideig forgalomban marad az iMac adott verziója. A piros vonalak a processzor váltást jelzik. Az egyes eszközök technikai paraméterei a MacTracker alkalmazásból származnak.